# ژوائو ویکتور دی آلبوکوئرکو برونو
ژوائو ویکتور دی آلبوکوئرکو برونو (به پرتغالی: João Victor de Albuquerque Bruno) هافبک اهل برزیل است که در شهر اولیندا و در تاریخ ۷ نوامبر ۱۹۸۸ به دنیا آمده‌است.
ژوائو ویکتور دی آلبوکوئرکو برونو در تیم‌های فوتبال Náutico سابقهٔ حضور دارد.